# Gelasma brachysoma
Gelasma brachysoma là một loài bướm đêm trong họ Geometridae.